# Juliet Itoya
Juliet Itoya (* 17. August 1986 in Benin City) ist eine ehemalige spanische Leichtathletin nigerianischer Herkunft, die sich auf den Weitsprung spezialisiert hat.

## Sportliche Laufbahn
Erste internationale Erfahrungen sammelte Juliet Itoya im Jahr 2007, als sie bei den U23-Europameisterschaften in Debrecen mit einer Weite von 5,86 m in der Qualifikationsrunde ausschied. 2013 belegte sie bei den Mittelmeerspielen in Mersin mit 6,23 m den fünften Platz und im Jahr darauf siegte sie mit 6,64 m bei den Ibero-Amerikanischen Meisterschaften in São Paulo, ehe sie bei den Europameisterschaften in Zürich mit 6,20 m den Finaleinzug verpasste. Nach einem Jahr Wettkampfpause schied sie 2016 bei den Europameisterschaften in Amsterdam mit 6,35 m in der Vorrunde aus und nahm daraufhin an den Olympischen Sommerspielen in Rio de Janeiro teil, bei denen sie mit derselben Weite in der Qualifikationsrunde ausschied. Im Jahr darauf verpasste sie bei den Halleneuropameisterschaften in Belgrad mit 6,36 m den Finaleinzug und 2018 gewann sie bei den Mittelmeerspielen in Tarragona mit windunterstützten 6,83 m die Silbermedaille hinter der Serbin Ivana Vuleta. Anschließend belegte sie bei den Europameisterschaften in Berlin mit 6,38 m den zehnten Platz, ehe sie bei den Ibero-Amerikanischen Meisterschaften in Trujillo mit 6,73 m die Goldmedaille gewann. 2020 bestritt sie ihre letzten Wettkämpfe und beendete daraufhin ihre aktive sportliche Karriere im Alter von 35 Jahren.
In den Jahren 2016, 2018 und 2020 wurde Itoya spanische Meisterin im Weitsprung im Freien sowie 2016 und 2017 in der Halle.